# 1900년 하계 올림픽 사이클 남자 25km
1900년 하계 올림픽 사이클 남자 25 km는 프랑스 파리에서 개최된 1900년 하계 올림픽 사이클의 세부 종목이다. 1900년 9월 15일에 프랑스 파리에 있는 뱅센 벨로드롬에서 진행되었다. 2개국에서 7명의 선수가 참가하였다.

## 경기 결과
| 순위 | 선수                  | 기록    |
| ---- | --------------------- | ------- |
| 1    | 루이 바스티앵 (FRA)   | 25:36.2 |
| 2    | 루이 힐데브랑 (FRA)   | 28:09.4 |
| 3    | 오귀스트 도맹 (FRA)   | 29:36.2 |
| 4    | 베르트랑 (FRA)        | 불명    |
| 5-6  | 깅줌브르 (FRA)        | 불명    |
| 5-6  | 루이 트루셀리에 (FRA) | 불명    |
| —    | 존 헨리 레이크 (USA)  | DNF     |

## 메달리스트
| 종목       | 금                     | 은                     | 동                     |
| ---------- | ---------------------- | ---------------------- | ---------------------- |
| 남자 25 km | 루이 바스티앵 · 프랑스 | 루이 힐데브랑 · 프랑스 | 오귀스트 도맹 · 프랑스 |

## 참고 문헌
- 국제 올림픽 위원회 - 1900년 하계 올림픽 트랙 사이클 경기 결과 (영어)
- De Wael, Herman. 《Herman's Full Olympians: "Cycling - track 1900"》.  (Available electronically at  보관됨 2016-03-03 - 웨이백 머신)
- Mallon, Bill (1998). 《The 1900 Olympic Games, Results for All Competitors in All Events, with Commentary》. Jefferson, North Carolina: McFarland & Company, Inc., Publishers. ISBN 0-7864-0378-0.